# 路明克斯
路明克斯（英語：Luminex Corporation）是一家美国生物技术公司。主要生产临床研究用品，临床仪器，分子诊断试剂。

## 历史
1995年成立于美国奥斯汀，2000年4月7日在纳斯达克交易所挂牌上市。2009年成立上海办事处，入驻张江高科技园区。
2016年5月16日，Luminex宣布，它将以价值约 5800 万美元的全现金交易收购分子诊断公司 Nanosphere。Luminex 表示，这笔交易对 Nanosphere 的估值为每股 1.35 美元。 该公司还将支付或帮助 Nanosphere 支付截至 3 月 31 日的 2500 万美元未偿债务。扣除收购的现金，总交易价值为 7200 万美元。 两家公司的董事会一致批准了该交易，预计该交易将于 7 月 1 日或之前完成。
2021年被一家意大利公司DiaSorin收购，从纳斯达克交易所除牌退市。

## 荣誉
2011年被《福布斯》杂志评为美国25家发展最快的技术公司之一。